# Linckia
Linckia is een geslacht van zeesterren uit de familie Ophidiasteridae. De soorten uit dit geslacht komen voor in de Atlantische Oceaan, de Indische Oceaan en een deel van de Grote Oceaan. Het geslacht werd voor het eerst onderscheiden in 1834 door Giovanni Domenico Nardo. Het is vernoemd naar de Duitse apotheker en natuuronderzoeker Johann Heinrich Linck (de oudere, 1674 – 1734).

## Soorten
- Linckia bouvieri Perrier, 1875 (noordelijke Atlantische Oceaan tot de Caraïben)
- Linckia columbiae Gray, 1840 (Californië)
- Linckia gracilis Liao, 1985
- Linckia guildingi Gray, 1840 (zuidelijke Atlantische Oceaan en Indische Oceaan)
- Linckia kuhli Von Martens, 1866
- Linckia laevigata (Linnaeus, 1758) (Indische Oceaan)
- Linckia multifora (Lamarck, 1816) (Indische Oceaan)
- Linckia nodosa Perrier, 1875 (zuidelijke Atlantische Oceaan en Golf van Mexico)
- Linckia tyloplax H.L. Clark, 1914

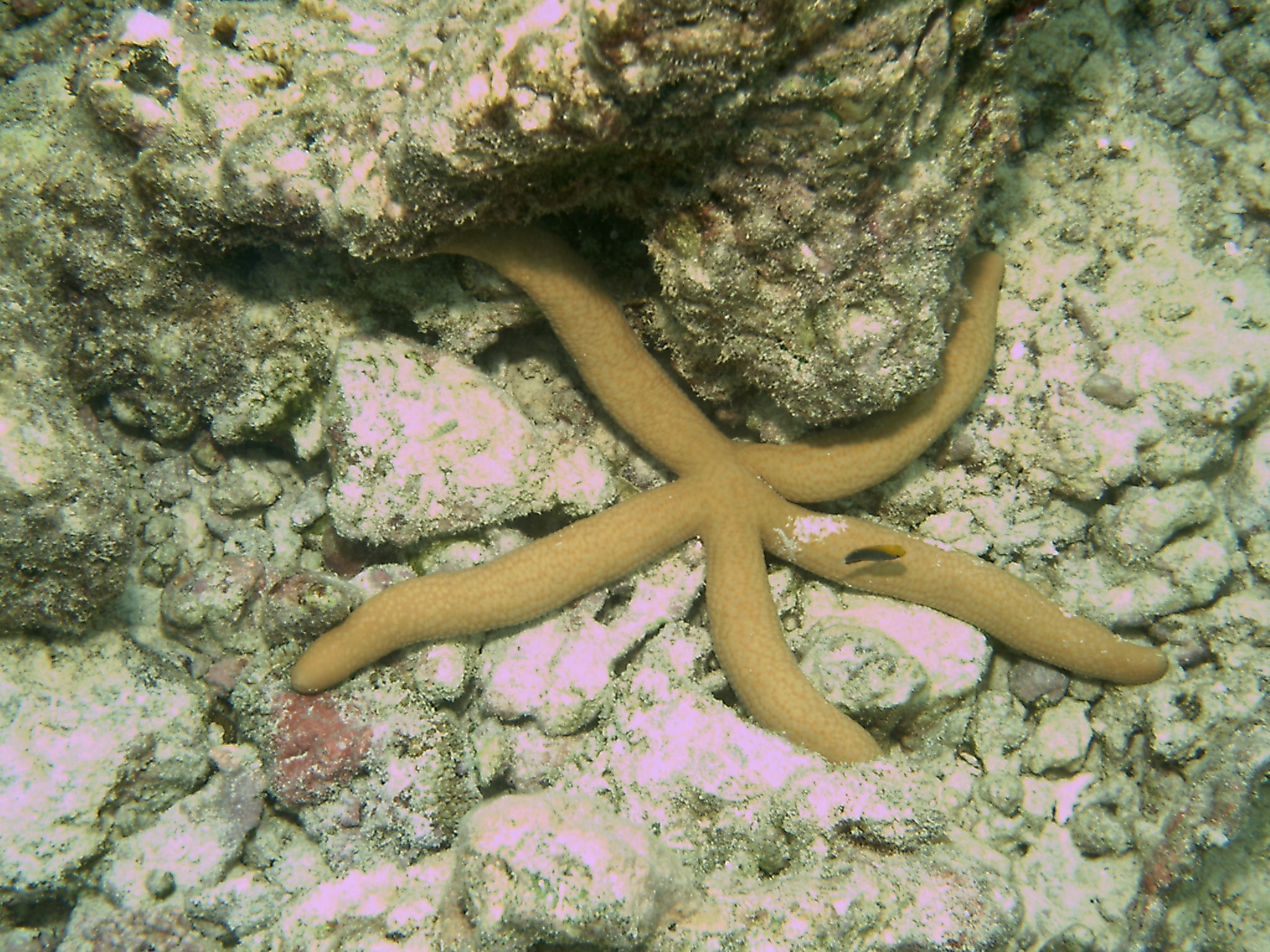
Linckia guildingi
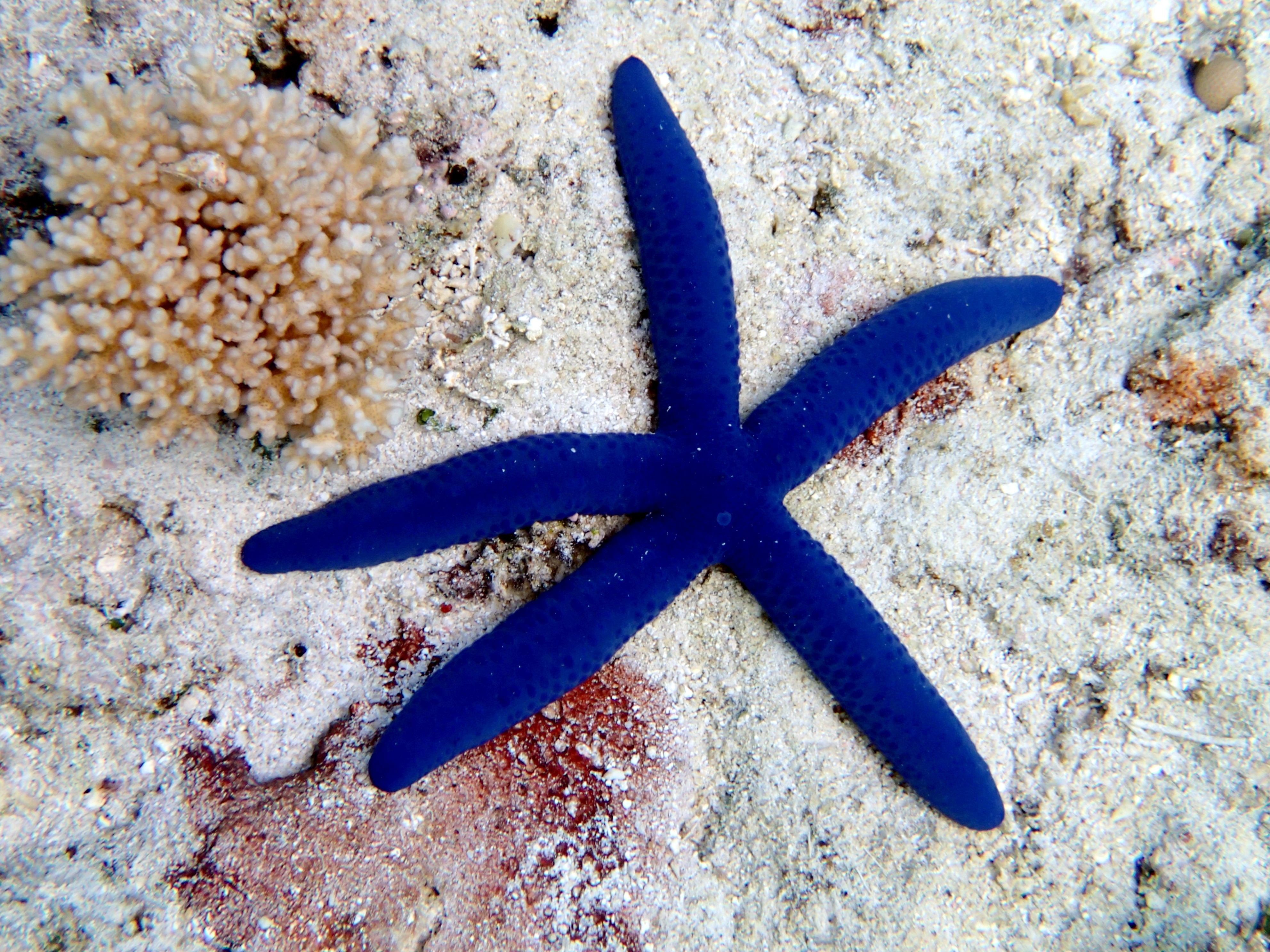
Linckia laevigata
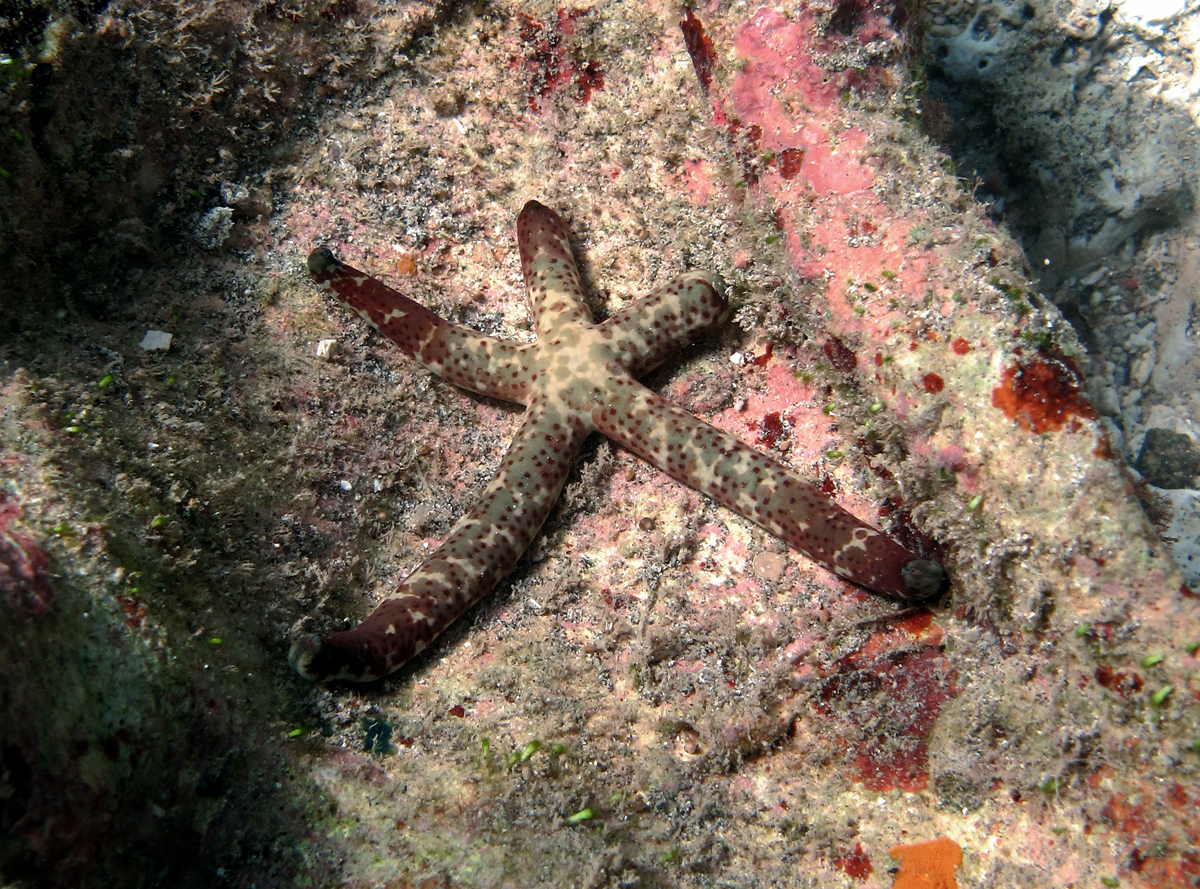
Linckia multifora
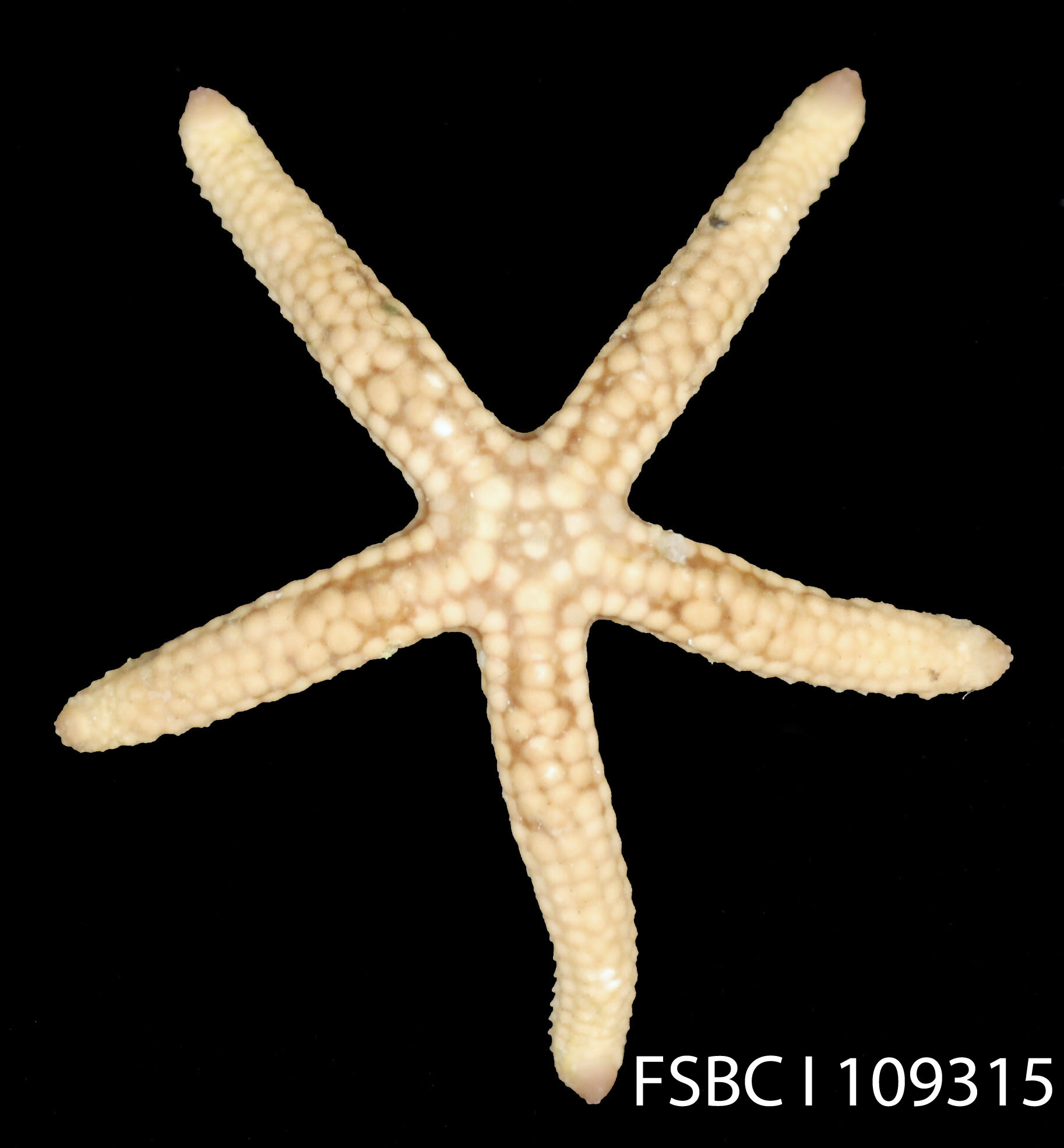
Linckia nodosa